# Хамраев, Маратбек Каримович
Маратбе́к Кари́мович Хамра́ев (также Мура́т Хамра́ев; 1 января 1936 — 14 февраля 1983) — уйгурский литературовед. Член-корреспондент Академии педагогических наук СССР (1978).

## Биография
Окончил Средне-азиатский государственный университет в Ташкенте, затем учился в аспирантуре Института литературы и искусства Академии наук Казахской ССР. 
В 1961 году защитил кандидатскую диссертацию на тему «Рифма в уйгурской классической и современной поэзии». В 1964 году защитил докторскую диссертацию на тему «Основы тюркского стихосложения» (опубликована как монография). Стал первым уйгуром — доктором наук. 
В том же году вышла подготовленная Хамраевым антология уйгурской поэзии XV—XIX веков «Эхо веков» (Алма-Ата: Казгослитиздат). В 1967 году опубликовал книгу «Расцвет культуры уйгурского народа», в 1969 году — сборник статей «Веков неумирающее слово». 
В 1970 году удостоен Премии Ленинского комсомола. Работал над сбором и изданием уйгурского фольклора, переводил его на русский и узбекский языки. 
Занимался также переводами уйгурской поэзии, в частности, Лутфуллы Муталлипа, Билала Назима. Переводил на русский язык стихи узбекских поэтов, в частности, Абдуллы Арипова. 
С 1977 года и до конца жизни возглавлял НИИ педагогических наук АН Узбекской ССР. Автор учебника по уйгурской литературе для уйгурских национальных школ. 
Посмертно опубликована книга «Пламя жизни: о системе стихосложения тюркоязычных народов» (1988). 

## Память
Имя Хамраева носят школы в Алма-Ате и в Ташкенте.